# 赤岩栄

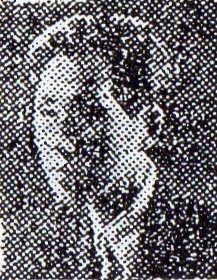
1949年に共産党入党宣言をした日本基督教団牧師赤岩栄

赤岩 栄（あかいわ さかえ、1903年4月6日 - 1966年11月28日）は、日本基督教団の牧師。牧師をしながら共産党入党宣言をしたことが教団内の大きな問題になった。椎名麟三に洗礼を授けた牧師としても知られる。

## 生涯・人物
愛媛県喜多郡肱川村の牧師の家に生まれた。広陵中学中退後、神戸神学校に入学する。その後、大阪神学院に転校したが、キリスト教に懐疑を抱き中退する。
さらに、東京神学社で学び校長高倉徳太郎の神学に傾倒し、回心を経験する。卒業後、日本基督教会佐渡伝道所に赴任する。
高倉の要請で『福音と現代』の編集のために上京する。1931年（昭和6年）中原伝道所を開き、翌1932年に上原教会（現：日本基督教団代々木上原教会）を設立する。按手礼を受け終生上原教会を牧会する。
雑誌『言』・『指』を発行。第二次世界大戦前はカール・バルトに傾倒する。戦後は、戦争中にキリスト教会がとった態度を深く反省し、社会実践の必要を感じるようになった。最初は日本社会党に期待を寄せたが、失望して日本共産党に傾倒していった。
1949年（昭和24年）1月の総選挙で日本共産党の風早八十二を応援して、理論的にも実践的にもキリスト教と共産主義とが両立しうると主張。同年1月20日、日本基督教団の牧師のままで共産党入党宣言を行う。その結果、日本基督教団内外に論議を巻き起こした。これは「赤岩栄問題」といわれる。教団の幹部たちは、キリスト教と共産主義は両立しえないとして、入党を断念するように働きかけた。その結果、赤岩は入党を控えて外部から共産党に協力することになった。
こうした赤岩の行動に対して、教団の指導者たちは、特別委員会を設けてこの問題の解決に当たらせた。教団は「信仰はキリスト教、実践は共産主義」という赤岩の主張は容認できないという結論になり、キリスト新聞にその声明を発表した。その後、赤岩の立場を支持する勢力と、支持しない勢力に分裂した。椎名麟三は支持しない側に回った。
また、晩年にはバルト神学を捨てて、ルドルフ・ブルトマンの非神話化論の神学に影響されて人間イエスを探求し、イエスを自ら実践する方法を探った。1966年に『キリスト教脱出記』を出版し、正統的キリスト教信仰を廃して、内部からの鋭い問題提起とキリスト教批判とを行った。
社会的活動としては、全国生活と健康を守る会連合会（全生連）第3代会長などを務めた。墓所は多磨霊園。

## 評価
- 遠藤周作も著書『私にとって神とは』の中で赤岩問題について触れている。遠藤は自分が作家的な視点でキリスト教を捉えているので、赤岩のようにキリスト教を否定することにはならないと言っている[3]。
- 日本キリスト改革派教会の創立者岡田稔は、1972年3月10日に開かれた「日本基督公会設立百年記念会」の講演「公会精神とコンフォミティ」で、植村正久の神学が高倉徳太郎を経て、赤岩栄という鬼子を生んだのは必然であるとした[4]。

## 著書
- 『聖書に於ける神の言』上原エクレシア 上原パンフレツト 1932年
- 『隠れてゐまし給ふ神』上原パンフレツト 1933年
- 『赤岩栄説教集 第1』上原エクレシア 1934年
- 『神の言としてのイエス・キリスト』上原パンフレツト 1934年
- 『聖霊』上原パンフレツト 1935年
- 『イエス・キリストの教会』上原パンフレツト 1936年
- 『キリスト者の生活』長崎書店 上原パンフレツト 1937年
- 『微行者イエス 四福音書に於けるキリスト』葡萄之枝文庫 長崎書店 1937年
- 『新約聖書要解 第2巻　マルコ伝福音書』長崎書店 1939年
- 『イエスの譬 共観福音書に於ける』葡萄之枝文庫 長崎書店 1940年
- 『星は導く』新教出版社 現代説教選 1945年
- 『永遠者の探求』新教出版社 1948年
- 『人間この逆説的なるもの』沙羅書房 1948年
- 『神を探ねて』弘文堂 アテネ文庫 1949年
- 『キリスト教と共産主義』三一書房 1949年
- 『私はイエスを裏切らない』北隆館 1949年
- 『私はいまもイエスを追ふ』角川書店 1949年
- 『イエス伝』月曜書房 1950年
- 『新しい人間誕生 これからのキリスト者』理論社 1953年
- 『キリスト教入門』文理書院 1955年
- 『キリスト 人間を愛しぬいた人』少国民の偉人物語文庫 佐藤忠良絵 岩崎書店 1959年
- 『人間であること ケリュグマと短章』新教出版社 新教新書 1959年
- 『人間その回復』理論社 1962年
- 『キリスト教脱出記』理論社 1964年
- 『赤岩栄著作集』全9巻、別巻（教文館 1970年 - 1972年）